# Bohdan Sláma
Bohdan Sláma, né le 29 mai 1967 à Opava, est un acteur et réalisateur tchèque.

## Filmographie
| Year | Titre original            | Titre en français        | Notes                                  |
| ---- | ------------------------- | ------------------------ | -------------------------------------- |
| 1990 | Mrtvý les                 |                          | acteur, court-métrage                  |
| 1992 | Štvanice                  | La Chasse                | réalisateur, scénariste, court-métrage |
| 1995 | Akáty bílé                | White acacias            | réalisateur, scénariste                |
| 2001 | Divoké včely              | Les abeilles sauvages    | réalisateur, scénariste                |
| 2002 | Radhošť – "Zahrádka ráje" |                          | réalisateur, scénariste                |
| 2003 | Čert ví proč              |                          | acteur                                 |
| 2005 | Štěstí                    | Something Like Happiness | réalisateur, scénariste                |
| 2008 | Venkovský učitel          | Country Teacher          | réalisateur, scénariste                |
| 2012 | Čtyři slunce              | Four Suns                | réalisateur, scénariste                |
| 2017 | Bába z Ledu               | Ice Mother               | réalisateur, scénariste                |
| 2021 | Krajina ve stínu          | Shadow Country           | réalisateur                            |